# Fux Lichtspiele

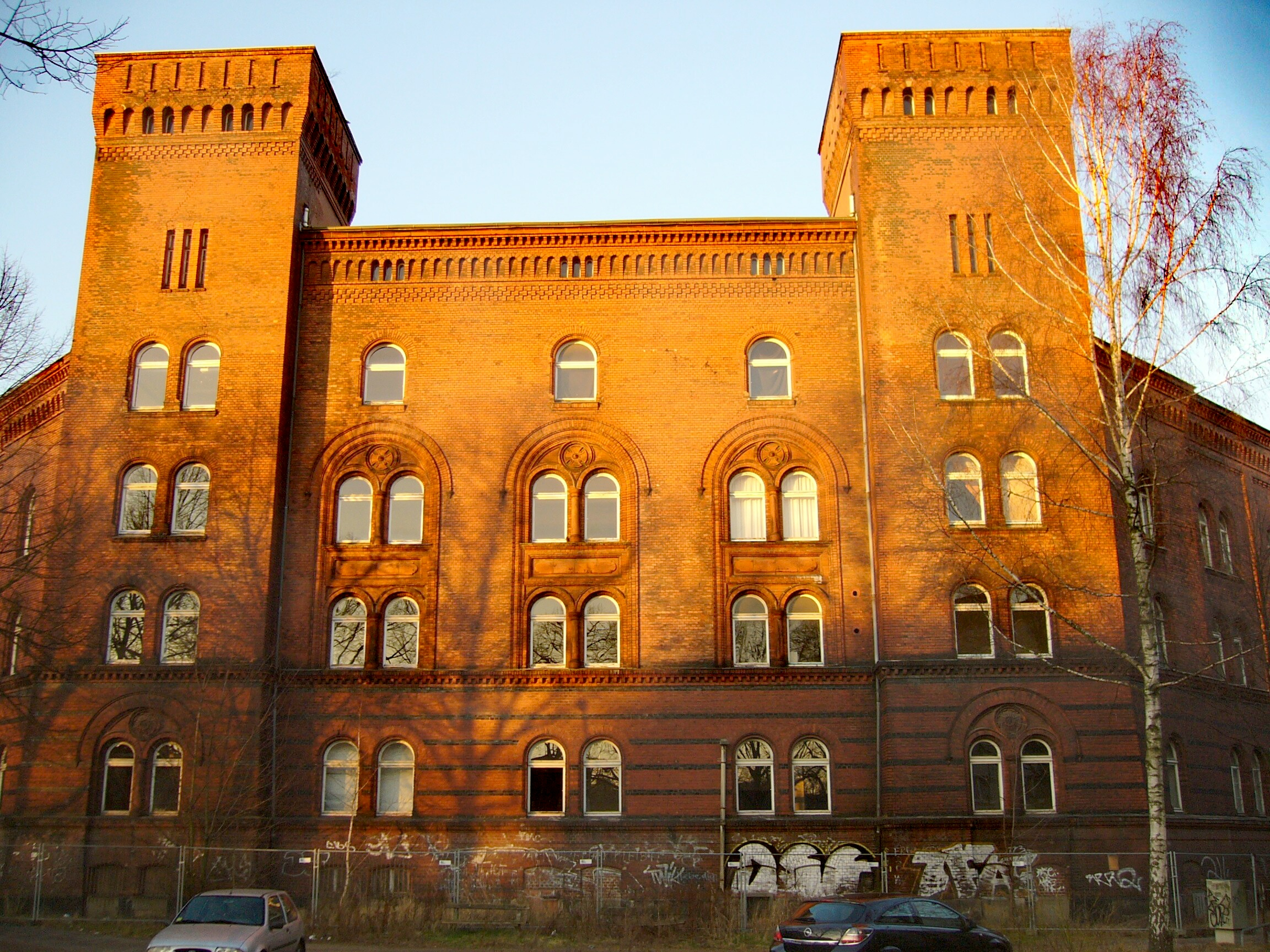
Die ehemalige Viktoria-Kaserne

Die Fux Lichtspiele, Eigenschreibweise: fux Lichtspiele, sind ein Programmkino in der Bodenstedtstraße 16 im Hamburger Stadtteil Altona-Nord. Das von der KurzFilmAgentur Hamburg e.V. genossenschaftlich betriebene Filmtheater ist mit 20 Sitzplätzen das kleinste Programmkino Hamburgs.
Programmschwerpunkte bilden Filme der Genossenschaftsmitglieder selbst sowie von Hamburger Filmemachern produzierte Werke. Daneben werden im wöchentlichen Wechsel Autorenfilme, Dokumentationen und Kurzfilmabende gezeigt. Daneben stehen die fux Lichtspiele als Abspielort für Filmfestivals wie dem Kurzfilm Festival Hamburg, Dokumentarfilmwochen oder Vorführungen im Rahmen der altonale. Der Vorführsaal bietet 20 Sitzplätze und einen digitalen Videoprojektor mit Surround-Tonsystem.

## Geschichte
Die fux Lichtspiele wurden von mehreren Filmschaffenden als Filmclub sowie Sichtungs- und Musterkino für selbst produzierte Werke geplant. Beheimatet ist das Kino in der ehemaligen Viktoria-Kaserne in der Bodenstedtstraße, Ecke Zeiseweg in Hamburg Altona-Nord, die von einer Genossenschaft von etwa 200 Kunstschaffenden erworben und zu einem Kunstzentrum umgewidmet wurde. Am 1. April 2019 öffneten die fux Lichtspiele mit einem Kurzfilmprogramm. Das Kino ist nicht direkt barrierefrei, jedoch wird Besuchern mit körperlichen Einschränkungen auch kurzfristig Hilfestellung geleistet.